# Patrick Ziegler
Patrick Ziegler (Gräfelfing, 9 februari 1990) is een Duits voetballer die bij voorkeur als centrale verdediger speelt. 

## Clubcarrière
Ziegler debuteerde in 2008 voor SpVgg Unterhaching in de 3. Liga. In 2012 verhuisde hij naar SC Paderborn 07. In 2014 steeg hij met de club naar de Bundesliga, waarmee hij op 24 augustus 2014 debuteerde op het hoogste niveau tegen FSV Mainz 05. In 2015 ging hij naar 1. FC Kaiserslautern.
1 Krahl ·
2 Tomiak ·
3 Kleinhansl ·
6 Touré ·
7 Ritter ·
8 Zimmer ·
9 Ache ·
10 Klement ·!
11 Redondo ·
13 Wekesser ·
17 Opoku ·
18 Mause ·
19 Hanslik ·
20 Raschl ·!
21 Zuck ·
22 Haas ·
23 Aremu ·
24 Heuer ·
25 Simoni ·!
26 Kaloc ·
27 Ronstadt ·
28 Heck ·
30 Spahic ·
31 Sirch ·
32 Gyamerah ·
33  Elvedi ·
34 Shawn Blum ·
37 Robinson ·
40 Abiama ·
41 Yokota ·
42 Ranos ·
48 Alidou ·
Coach: Anfang